# Lytir
Lytir o Lýtir se considera un dios en la mitología nórdica. Siendo más conocido como una deidad antigua probablemente prehistórica y por ello considerado un dios vanir, los primeros dioses nórdicos. Su nombre se relaciona con el nórdico antiguo hlutr, significando la «porción, parte, lo prevé».
Lytir aparece en el relato Hauks þáttr hábrókar del Flateyjarbók donde un rey sueco consulta al dios. Se sabe que su culto era propio de las völvas.
Lytir no se menciona en ningún otro lugar, pero su nombre aparece en varios vocablos suecos que pudieron contener elementos de su nombre, tales como Lytisberg y Lytislunda.

## Etimología
El historiador Dag Strömbäck sugiere que los rituales de Lytir están vinculados a Freyr y que el nombre deriva del nórdico antiguo «lyta» que significa deshonrar o profanar.